# Pat Walkden
Patricia Molly "Pat" Walkden-Pretorius (nacida el 12 de febrero de 1946) es una ex jugadora de tenis de Rodesia y Sudáfrica.
Walkden fue subcampeona en dobles del Torneo de Roland Garros de 1967, formando pareja con su compatriota Annette du Plooy. Perdieron la final en sets corridos ante Françoise Dürr y Gail Sherriff.
Su mejor resultado en individuales en un torneo de Grand Slam fue llegar a la cuarta ronda en el Campeonato de Francia de 1967, el Abierto de Francia de 1968 y el Campeonato de Wimbledon de 1969.
Jugó para los equipos de Fed Cup de Rodesia y Sudáfrica en 15 encuentros entre 1966 y 1974, con un récord de 17 victorias y 11 derrotas. Formó parte del equipo sudafricano, junto con Brenda Kirk y Greta Delport, que ganó la Copa Federación en 1972 tras una victoria en la final sobre Gran Bretaña en el Ellis Park en Johannesburgo, Sudáfrica.

## Finales de carrera

### Individuales: 3 (3 subcampeonatos)
| Resultado | N.º | Fecha    | Torneo                        | Superficie | Oponente         | Resultado     |
| --------- | --- | -------- | ----------------------------- | ---------- | ---------------- | ------------- |
| Derrota   | 1.  | Jul 1972 | Dublín, Irlanda               | Césped     | Evonne Goolagong | 6–2, 1–6, 2–6 |
| Derrota   | 2.  | May 1973 | Lee-on-Solent, Reino Unido    | Arcilla    | Evonne Goolagong | 3–6, 2–6      |
| Derrota   | 3.  | Jun 1973 | Hamburgo, Alemania Occidental | Arcilla    | Helga Masthoff   | 4–6, 1–6      |

### Dobles: 13 (3 títulos, 10 subcampeonatos)
| Resultado | N.º | Fecha    | Torneo                        | Superficie | Compañera        | Oponentes                        | Resultado                  |
| --------- | --- | -------- | ----------------------------- | ---------- | ---------------- | -------------------------------- | -------------------------- |
| Derrota   | 1.  | Jun 1967 | Abierto de Francia, Francia   | Arcilla    | Annette du Plooy | Françoise Dürr Gail Sherriff     | 2–6, 2–6                   |
| Derrota   | 2.  | May 1968 | Roma, Italia                  | Arcilla    | Annette du Plooy | Margaret Court Virginia Wade     | 2–6, 5–7                   |
| Derrota   | 3.  | Jul 1970 | Cincinnati, EEUU              | Arcilla    | Helen Gourlay    | Rosie Casals Gail Chanfreau      | 10–12, 1–6                 |
| Derrota   | 4.  | Ago 1970 | Toronto, Canadá               | Arcilla    | Helen Gourlay    | Rosie Casals Margaret Court      | 0–6, 1–6                   |
| Derrota   | 5.  | Jun 1972 | Londres (Queens), Reino Unido | Césped     | Brenda Kirk      | Rosie Casals Billie Jean King    | 7–5, 0–6, 2–6              |
| Victoria  | 1.  | Jul 1972 | Dublín, Irlanda               | Césped     | Brenda Kirk      | Evonne Goolagong Karen Krantzcke | 6–3, 8–10, 6–2             |
| Derrota   | 6.  | Jul 1972 | Hoylake, Reino Unido          | Césped     | Brenda Kirk      | Evonne Goolagong Helen Gourlay   | premio dividido por lluvia |
| Derrota   | 7.  | Ago 1972 | Cincinnati, EEUU              | Arcilla    | Brenda Kirk      | Margaret Court Evonne Goolagong  | 4–6, 1–6                   |
| Derrota   | 8.  | Ago 1972 | Toronto, Canadá               | Arcilla    | Brenda Kirk      | Margaret Court Evonne Goolagong  | 6–3, 3–6, 5–7              |
| Derrota   | 9.  | Ago 1972 | Haverford (Merion), EEUU      | Césped     | Brenda Kirk      | Virginia Wade Sharon Walsh       | 6–3, 3–6, 5–7              |
| Victoria  | 2.  | Jul 1973 | Cleveland, EEUU               | Dura       | Ilana Kloss      | Janice Metcalf Laurie Tenney     | 1–6, 7–6, 6–1              |
| Derrota   | 10. | Ago 1973 | Atlantic City, EEUU           |            | Ilana Kloss      | Chris Evert Marita Redondo       | 4–6, 4–6                   |
| Victoria  | 3.  | Ago 1973 | Cincinnati, EEUU              | Arcilla    | Ilana Kloss      | Evonne Goolagong Janet Young     | 7–6, 3–6, 6–2              |